# Hydrocyphon renati
Hydrocyphon renati es una especie de coleóptero de la familia Scirtidae.

## Distribución geográfica
Habita en Birmania.